# Épuisay
Épuisay – miejscowość i gmina we Francji, w Regionie Centralnym, w departamencie Loir-et-Cher.
Według danych na rok 1990 gminę zamieszkiwało 539 osób, a gęstość zaludnienia wynosiła 23 osoby/km² (wśród 1842 gmin Regionu Centralnego Épuisay plasuje się na 652 miejscu pod względem liczby ludności, natomiast pod względem powierzchni na miejscu 545).